# Voiteg
Voiteg (in ungherese Vejte, in tedesco Wojteg) è un comune della Romania di 2134 abitanti, ubicato nel distretto di Timiș, nella regione storica del Banato. 
Il comune è formato dall'unione di 2 villaggi: Folea e Voiteg.